# Liste der Biografien/Koz
Liste der Biografien |
Portal Biografien |
Personensuche
# |
A |
B |
C |
D |
E |
F |
G |
H |
I |
J |
K |
L |
M |
N |
O |
P |
Q |
R |
S |
T |
U |
V |
W |
X |
Y |
Z |
?
 
Ka |
Kb |
Kc |
Kd |
Ke |
Kf |
Kg |
Kh |
Ki |
Kj |
Kl |
Km |
Kn |
Ko |
Kp |
Kr |
Ks |
Kt |
Ku |
Kv |
Kw |
Ky |
Kx |
Kz
 
Koa |
Kob |
Koc |
Kod |
Koe |
Kof |
Kog |
Koh |
Koi |
Koj |
Kok |
Kol |
Kom |
Kon |
Koo |
Kop |
Kor |
Kos |
Kot |
Kou |
Kov |
Kow |
Kox |
Koy |
Koz
Die Liste der Biografien führt alle Personen auf, die in der deutschsprachigen Wikipedia einen Artikel haben. Dieses ist eine Teilliste mit 237 Einträgen von Personen, deren Namen mit den Buchstaben „Koz“ beginnt.

## Koz
- Köz, Cüneyt (* 1992), deutsch-türkischer Fußballspieler
- Koz, Dave (* 1963), US-amerikanischer Saxophonist und RadiomoderatorDave Koz (* 1963)

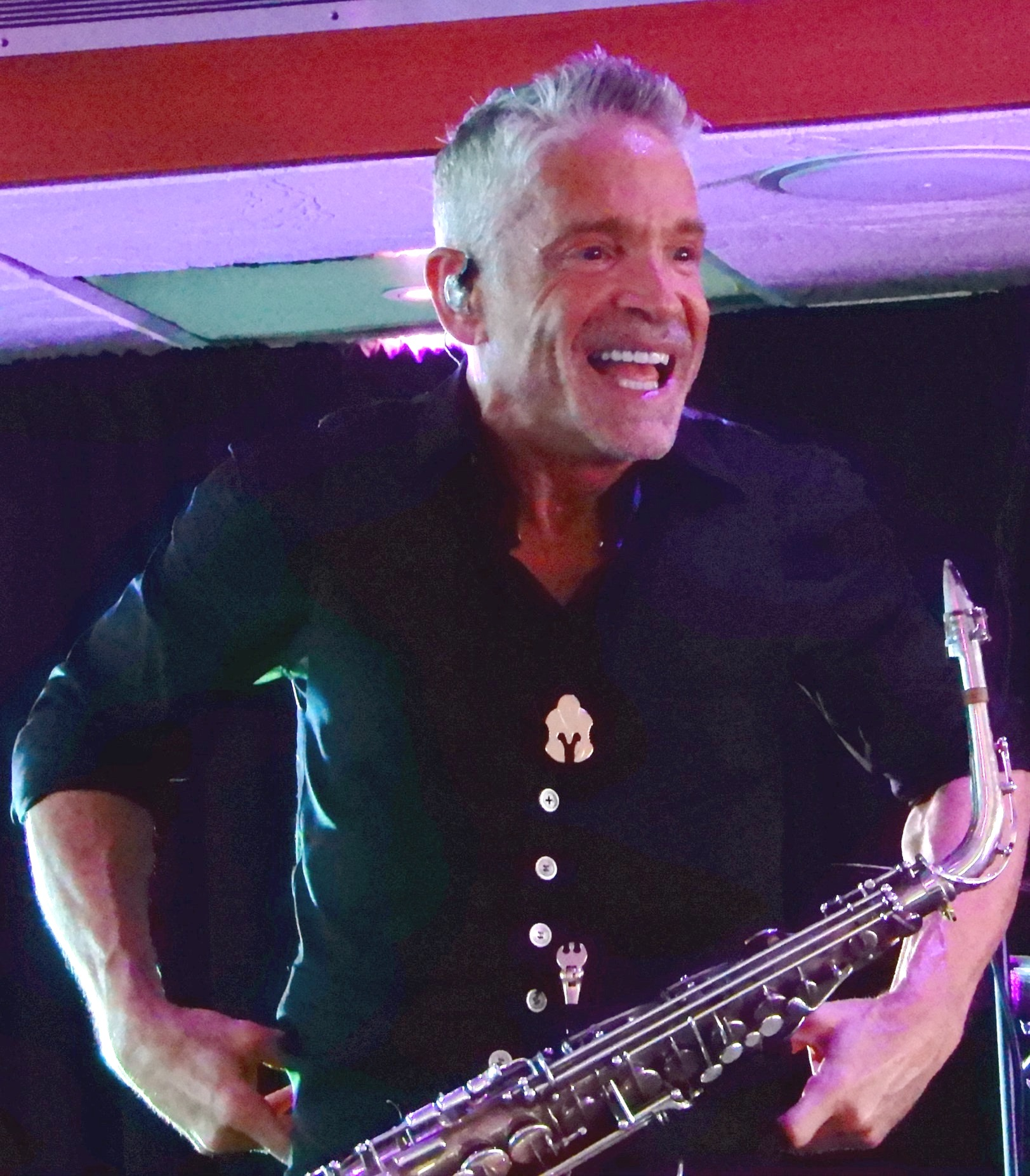
Dave Koz (* 1963)

### Koza
- Koza, Ingeborg (* 1939), deutsche Historikerin
- Koza, Markus (* 1970), österreichischer Politiker (Grüne), Abgeordneter zum Nationalrat
- Kozaba, Ruslan (* 1966), ukrainischer Journalist
- Kozachik, Pete (1951–2023), US-amerikanischer Kameramann
- Kozáčik, Matúš (* 1983), slowakischer Fußballspieler
- Kozaczuk, Władysław (1923–2003), polnischer Oberst und Historiker
- Kozadinos, Ignatios (1716–1786), griechisch-orthodoxer Bischof von Gothia und Kaffa und später von Mariupol
- Kozai, Kazuteru (* 1986), japanischer Badmintonspieler
- Kozai, Yoshihide (1928–2018), japanischer Astronom
- Kozai, Yoshinao (1865–1934), japanischer Agrarchemiker
- Kozák, Adam (* 1999), tschechischer Volleyballspieler
- Kozák, András (1943–2005), ungarischer Theater- und Filmschauspieler
- Kozák, Danuta (* 1987), ungarische Kanutin
- Kozak, Don (* 1952), kanadischer Eishockeyspieler
- Kozak, Dorothy (1932–2009), kanadische Sprinterin und Weitspringerin
- Kozak, Eugen (1857–1933), Bukowiner Kirchenslawist und Landeshistoriker
- Kozak, Harley Jane (* 1957), US-amerikanische Film- und Theaterschauspielerin sowie AutorinHarley Jane Kozak (* 1957)

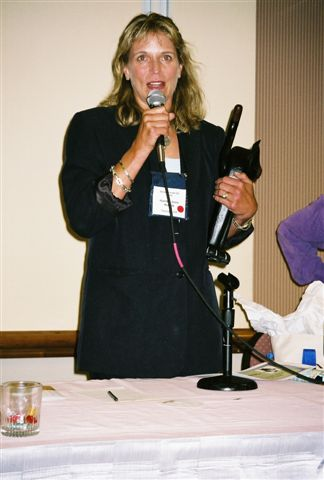
Harley Jane Kozak (* 1957)

- Kozák, Jan (1921–1995), tschechischer Schriftsteller
- Kozák, Jan Blahoslav (1888–1974), tschechischer Philosoph und evangelischer Theologe
- Kozák, Ján junior (* 1980), slowakischer Fußballspieler und -trainer
- Kozák, Ján senior (* 1954), tschechoslowakischer Fußballspieler und slowakischer Fußballtrainer
- Kozák, Jaroslav (* 1943), slowakischer Badmintonspieler und -trainer
- Kozák, Jiří (* 1976), tschechischer Diplomat
- Kozak, Juš (1892–1964), jugoslawischer Schriftsteller
- Kozák, Libor (* 1989), tschechischer Fußballspieler
- Kozák, Luca (* 1996), ungarische Hürdenläuferin
- Kozák, Michal (* 1989), slowakischer Eishockeyspieler
- Kozák, Miroslav (* 1952), tschechoslowakischer Abgeordneter und tschechischer Kommunalpolitiker
- Kozák, Ondřej (* 1987), tschechisch-neuseeländischer Eishockeyspieler
- Kozák, Petr (* 1965), tschechoslowakischer Orientierungsläufer
- Kozak, Roberto (1942–2015), argentinischer Diplomat
- Kozák, Václav (1937–2004), tschechoslowakischer Ruderer
- Kozak, Zbigniew (* 1961), polnischer Politiker, Mitglied des Sejm
- Kozakai, Arata (* 2001), japanischer Fußballspieler
- Kōzaki, Fūna (* 2001), japanische Tennisspielerin
- Kozaki, Hiromichi (1856–1938), japanischer Christ und Pädagoge
- Kozakiewicz, Antoni (1841–1929), polnischer Maler
- Kozakiewicz, Mikołaj (1923–1998), polnischer Soziologe, Autor und Politiker
- Kozakiewicz, Władysław (* 1953), polnischer Leichtathlet (Stabhochsprung)Władysław Kozakiewicz (* 1953)

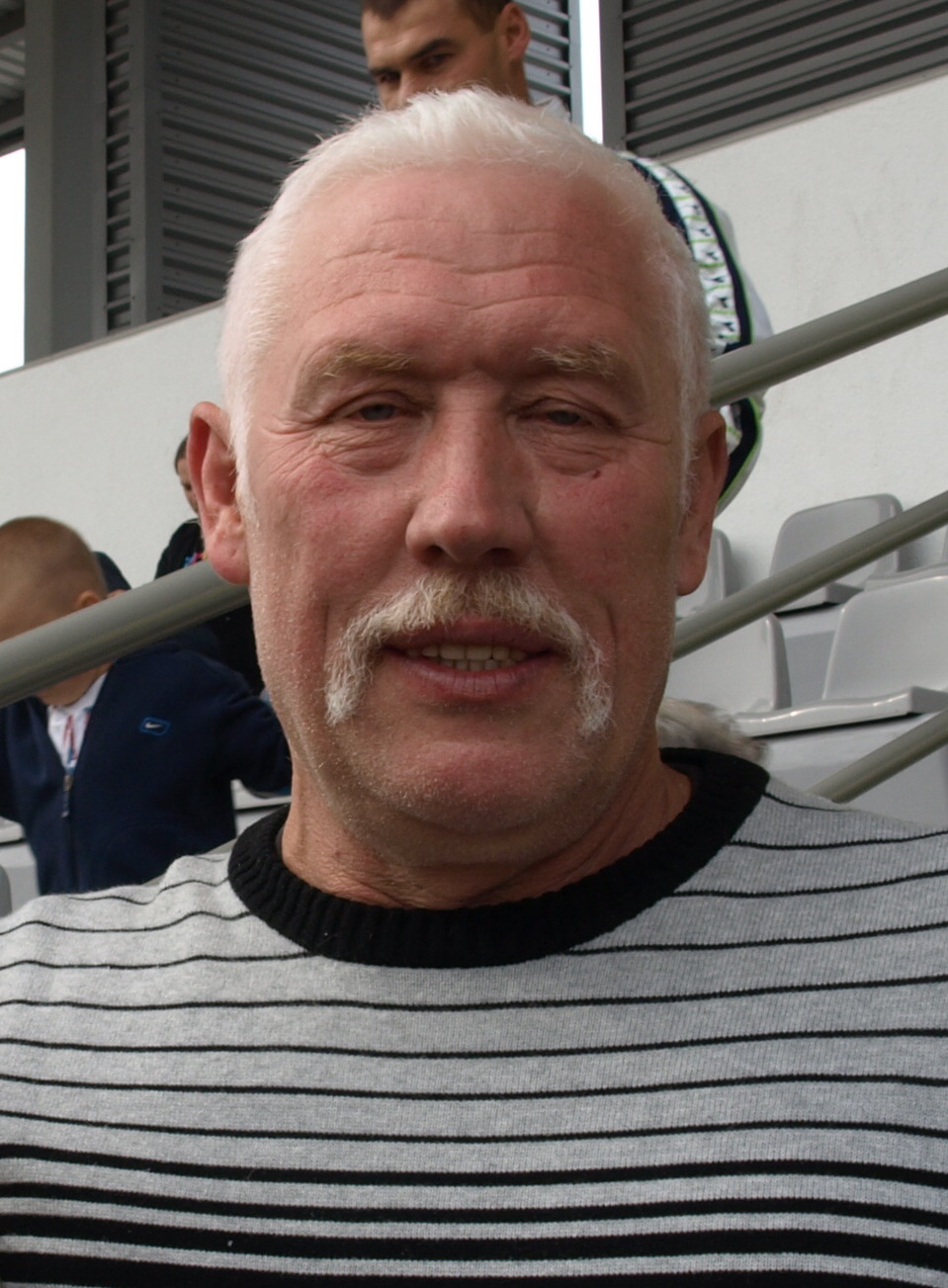
Władysław Kozakiewicz (* 1953)

- Kozakou-Markoullis, Erato (* 1949), zyprische Politikerin
- Kozakova, Karolina (* 2005), Schweizer Tennisspielerin
- Kozakowska, Róża (* 1989), polnische Paraolympionikin
- Kozakura, Hideki (* 1970), japanischer Komponist und Pianist
- Kozal, Lauren (* 2000), US-amerikanische Fußballspielerin
- Kozal, Michał (1893–1943), polnischer Bischof und Märtyrer
- Kozameh, Alicia (* 1953), argentinische Schriftstellerin
- Kozamer, Johann Michael von, deutscher Mediziner und Physikus des Herzogtums Teschen in Schlesien
- Kozamernik, Jan (* 1995), slowenischer Volleyballspieler
- Kozan, Ahmet Tuna (1943–1988), türkischer Fußballspieler
- Kozánek, Robert (* 1978), tschechischer Musiker
- Kozanoğlu, Yasemin (* 1978), türkische Schauspielerin und Model
- Kožans, Sergejs (* 1986), lettischer Fußballspieler
- Kozany, Manuela (* 1960), deutsche Fußballspielerin
- Kozarac, Michael (* 2001), österreichischer Fußballspieler
- Kozárek, Vladimír (1962–2021), tschechoslowakischer Radrennfahrer
- Kožarić, Ivan (1921–2020), jugoslawischer bzw. kroatischer Bildhauer
- Kozarov, Katarina (* 1998), serbische Tennisspielerin
- Kožárová, Tereza (* 1991), tschechische Fußballspielerin
- Kozarowitzky, Mikko (* 1948), finnischer Automobilrennfahrer
- Kozawa, Ryūki (* 1988), japanischer Fußballspieler

### Kozd
- Koždoň, Josef (1873–1949), ostschlesischer Politiker und langjähriger Bürgermeister von Tschechisch Teschen
- Kozdra, Władysław (1920–1986), polnischer Politiker, Mitglied des Sejm

### Koze
- Kozek, Andrew (* 1986), kanadischer Eishockeyspieler
- Kozek, Peter (* 1972), österreichischer Künstler
- Kozel, Luboš (* 1971), tschechischer Fußballspieler und -trainer
- Kozelczyk, Jakob (1902–1953), jüdisch-kubanischer Ringer und Schausteller polnischer Herkunft und Funktionshäftling im KZ Auschwitz
- Kozelek, Mark (* 1967), US-amerikanischer Sänger und Songwriter
- Kozelinski Netto, Daniel (* 1952), brasilianischer Geistlicher, griechisch-katholischer Bischof von Santa María del Patrocinio de Buenos Aires
- Koželj, Matjaž (* 1970), slowenischer Schwimmer
- Kozelsky, Arno (* 1981), österreichischer Fußballspieler
- Koželuh, Jan Antonín (1738–1814), böhmischer Komponist
- Koželuh, Karel (1895–1950), tschechoslowakischer Eishockey-, Fußball- und Tennisspieler
- Koželuh, Leopold (1747–1818), böhmisch-österreichischer Komponist und Musikpädagoge
- Kozen, Dexter (* 1951), US-amerikanischer Informatiker
- Kožená, Magdalena (* 1973), tschechische Opernsängerin (Mezzosopran)Magdalena Kožená (* 1973)

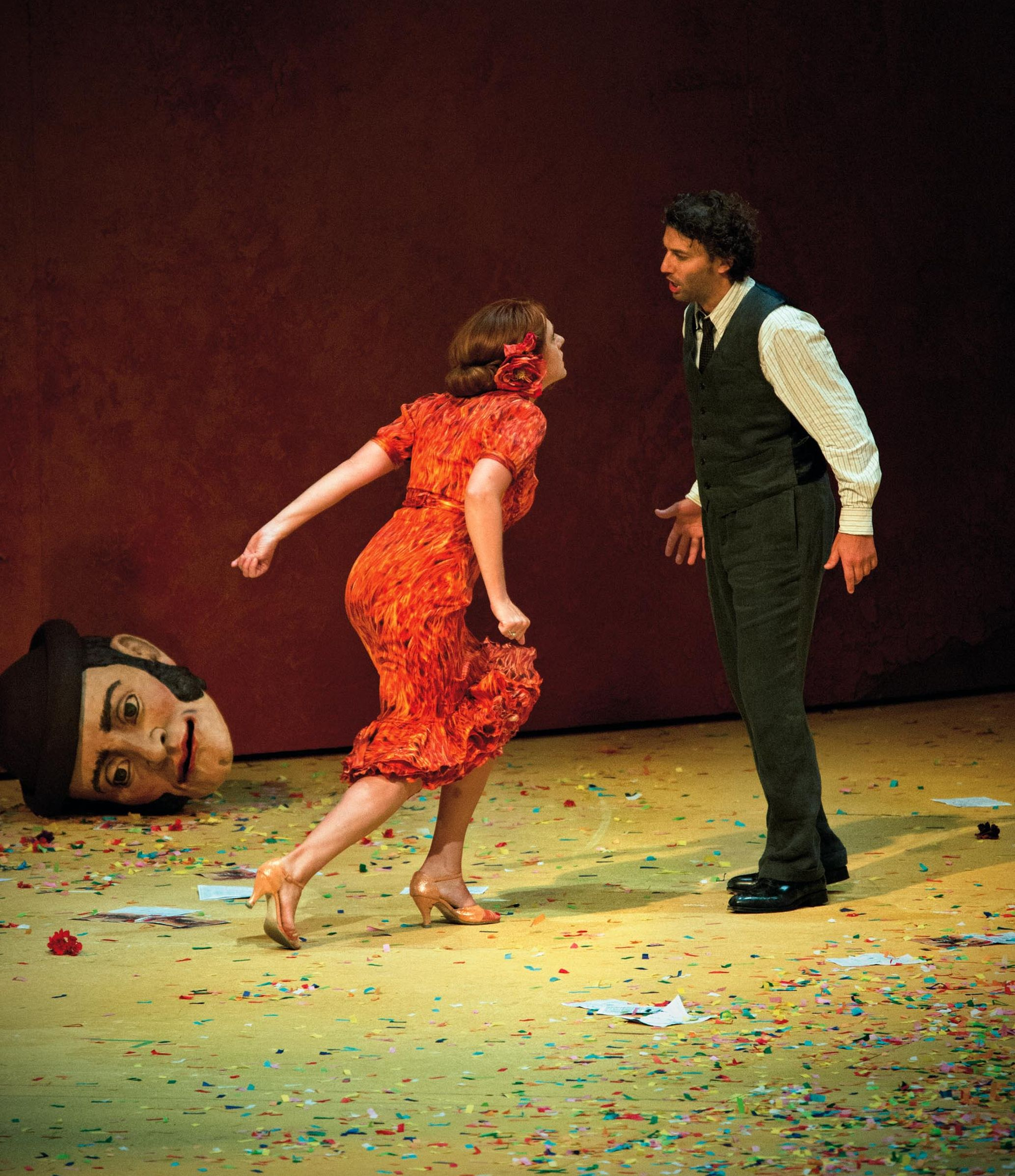
Magdalena Kožená (* 1973)

- Kozeniesky, Lucas (* 1995), US-amerikanischer Sportschütze
- Koženkova, Klavdija (* 1949), sowjetische Ruderin
- Kozenn, Blasius (1821–1871), österreichischer Kartograph
- Kozeny, Josef (1889–1967), österreichischer Bauingenieur
- Kozer, Sam A. (1871–1935), US-amerikanischer Politiker
- Kožešník, Jaroslav (1907–1985), tschechischer Mathematiker, Kybernetiker und Hochschullehrer
- Kozev, Denis (* 1998), israelischer Eishockeyspieler
- Kozew, Bojan (1930–2013), bulgarischer Radsportler
- Kozewa, Jana (* 1971), deutsche SchauspielerinJana Kozewa (* 1971)

Jana Kozewa (* 1971)

### Kozh
- Kozhevnikov, Evgeni (* 1981), israelischer Eishockeyspieler
- Kozhevnikov, Michail (* 1981), israelischer Eishockeyspieler
- Kozhimala, Thomas (1939–2005), römisch-katholischer Bischof von Bhagalpur
- Kozhukhin, Denis Wiktorowitsch (* 1986), russischer Pianist

### Kozi
- Kožiak, Ján (* 1978), slowakischer Fußballspieler
- Kozian, Bärbel (* 1940), deutsche Politikerin (PDS, CDU), MdV, MdL
- Koziarski, Daniel (* 1979), polnischer Autor und Journalist
- Kozić, Branka (* 1977), kroatische Fußballspielerin
- Kozica, Andria, US-amerikanische Schauspielerin, Synchronsprecherin und Filmproduzentin
- Kožica, Anika (* 1997), kroatische Biathletin und Skilangläuferin
- Kozich, Thomas (1901–1983), österreichischer Politiker (NSDAP) und SA-Führer
- Koziej, Stanisław (* 1943), polnischer Brigadegeneral und Militärwissenschaftler
- Koziejowski, Lech (* 1949), polnischer Florettfechter und Olympiasieger
- Koziel, Bernd Elmar (* 1966), deutscher römisch-katholischer Fundamentaltheologe
- Koziello, Vincent (* 1995), französischer Fußballspieler
- Kozierowski, Heinrich von (1889–1967), deutscher Politiker (NSDAP), MdR
- Kozierowski, Stanisław (1874–1949), polnischer Priester und Historiker
- Kożik, Christa (* 1941), deutsche Schriftstellerin, Filmszenaristin und Hörspielautorin
- Kozik, Christoph (* 1986), deutscher Schauspieler
- Kozik, Frank (1962–2023), US-amerikanischer Künstler
- Kožík, František (1909–1997), tschechischer Schriftsteller, Vertreter des Esperanto
- Kozikaro, Ido (* 1978), israelischer Basketballspieler
- Kozina, Bruno (* 1992), kroatischer Handballspieler
- Kozina, Filip (* 2002), kroatischer Leichtathlet
- Kozina, Krešimir (* 1990), kroatischer Handballspieler
- Kozina, Marjan (1907–1966), slowenischer Komponist
- Kozinets, Robert (* 1964), Wirtschaftswissenschaftler
- Kozinn, Allan (* 1954), US-amerikanischer Journalist und Musikkritiker
- Kozinski, Stefan (1953–2014), US-amerikanischer Komponist, Dirigent, Arrangeur, Pianist, Musikpädagoge, Organist, Musikdirektor, Chorleiter, Hochschullehrer, Übersetzer und Multiinstrumentalist
- Koziol, Andreas (1957–2023), deutscher Autor, Lyriker, Übersetzer und Nachdichter
- Koziol, Christoph (* 1982), deutscher Eishockeyspieler
- Koziol, Geoffrey (* 1951), US-amerikanischer Historiker
- Koziol, Helmut (* 1940), österreichischer Jurist und Universitätsprofessor
- Koziol, Herbert (1903–1986), österreichischer Anglist
- Koziol, Hermann (1926–2011), deutscher Bildhauer
- Kozioł, Jacek (1931–2015), polnischer Warenkundler und Hochschullehrer
- Koziol, Klaus (* 1954), deutscher christlicher Schriftsteller
- Koziol, Lukas (* 1996), deutscher Eishockeyspieler
- Kozioł, Magdalena (* 1981), polnische Judoka
- Kozioł, Urszula (1931–2025), polnische Dichterin, Feuilletonistin und TheaterschaffendeUrszula Kozioł (1931–2025)

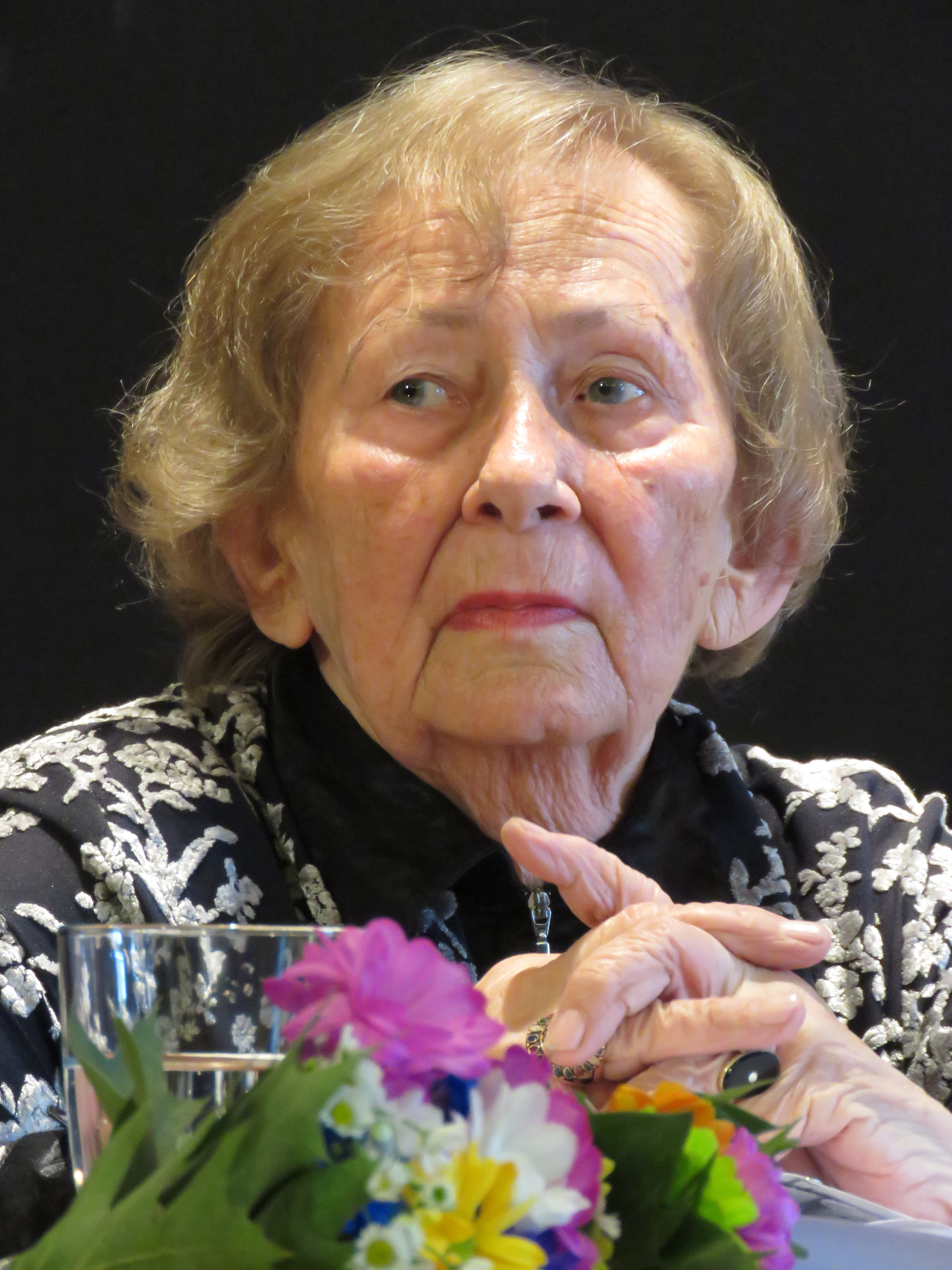
Urszula Kozioł (1931–2025)

- Koziolek, Helmut (1927–1997), deutscher marxistischer Wirtschaftswissenschaftler und Hochschullehrer der DDR
- Koziolek, Karol (1856–1938), polnischer römisch-katholischer Priester und Präsident des Vereins Bund der Polen in Deutschland (1930–1935)
- Koziołek, Ryszard (* 1966), polnischer Literaturwissenschaftler und Literaturhistoriker
- Kožíšek, Čestmír (* 1991), tschechischer Skispringer
- Kožíšek, Dušan (* 1983), tschechischer Skilangläufer
- Kozisek, Jaroslav (1885–1955), deutscher Ingenieur bei den Siemens-Schuckertwerken
- Kozissnik, Peter (* 1990), österreichischer Fußballspieler

### Kozj
- Kozjuba, Natalja Wladimirowna (* 1954), sowjetisch-russische Ökonomin
- Kozjubajlo, Dmytro (1995–2023), ukrainischer OffizierDmytro Kozjubajlo (1995–2023)

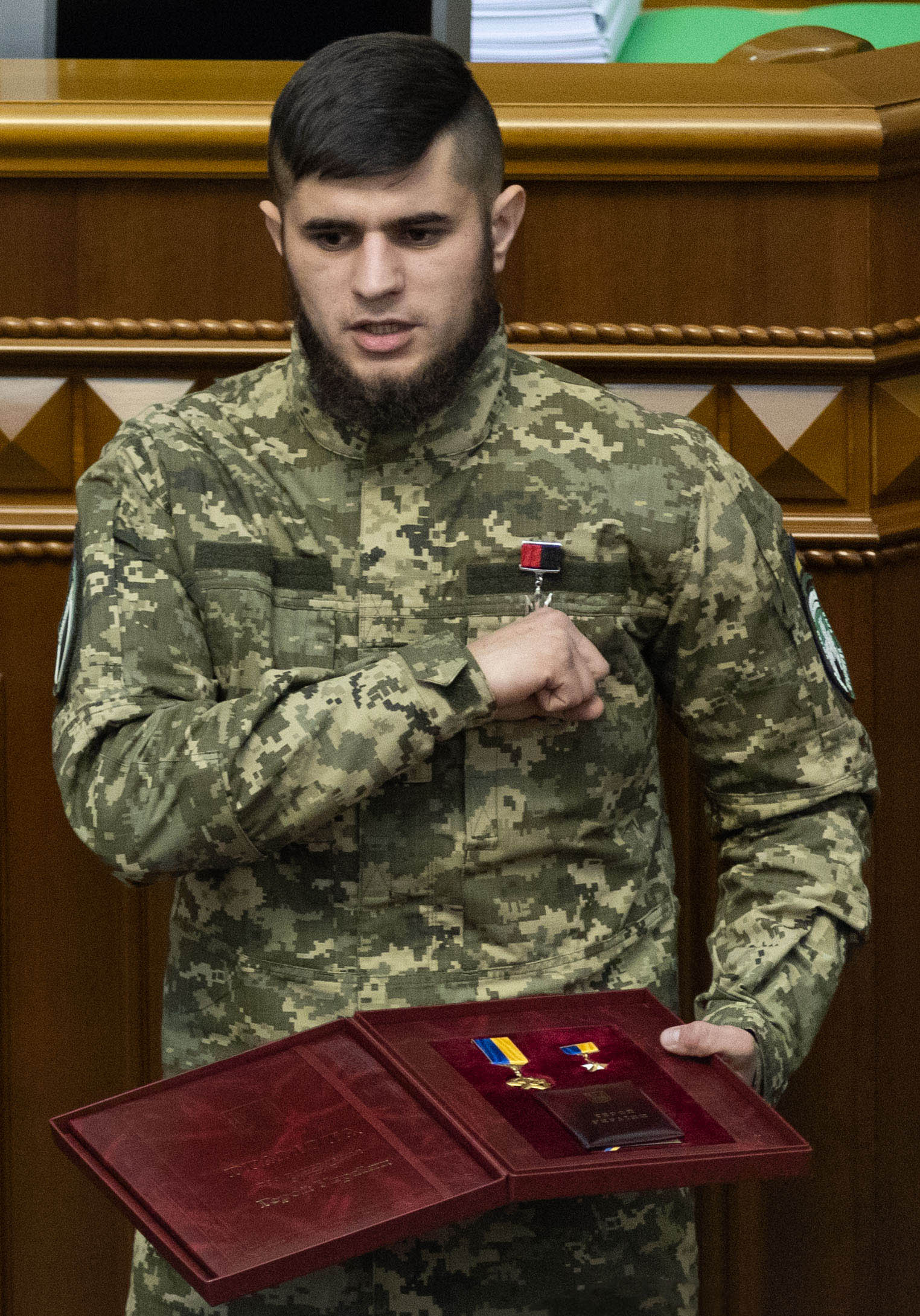
Dmytro Kozjubajlo (1995–2023)

- Kozjubynska, Iryna (1899–1977), sowjetische Schriftstellerin
- Kozjubynskyj, Mychajlo (1864–1913), ukrainischer Schriftsteller

### Kozk
- Kózka, Karolina (1898–1914), polnische römisch-katholische Selige und Märtyrerin

### Kozl
- Közle, Johann Friedrich Gottlob (1845–1908), Lehrer und Pädagoge
- Közle, Peter (* 1967), deutscher Fußballspieler
- Kožlej, Jozef (* 1973), slowakischer Fußballspieler
- Kozlicek, Ernst (1931–2023), österreichischer Fußballspieler
- Kozlicek, Paul (1937–1999), österreichischer Fußballspieler
- Kozlik, Adolf (1912–1964), österreichisch-US-amerikanischer Ökonom und Soziologe
- Kozlík, Sergej (* 1950), slowakischer Politiker, MdEP
- Kozlíková, Lada (* 1979), tschechische Radrennfahrerin
- Kozlina, Miladin (* 1983), slowenischer Handballspieler
- Kozlinski, Maurício (* 1991), brasilianischer Fußballspieler
- Kozloff, Joyce (* 1942), US-amerikanische Künstlerin
- Kozlov, Boris (* 1967), russischer Jazzmusiker (Kontrabass, Komposition, Arrangement)
- Kozlov, Evgenij (* 1955), russischer Maler und Grafiker
- Kozlov, Sergei (* 1964), russisch-US-amerikanischer Kameramann
- Kozlov, Stefan (* 1998), US-amerikanischer Tennisspieler
- Kozlov, Vladimir (* 1979), ukrainischer WrestlerVladimir Kozlov (* 1979)

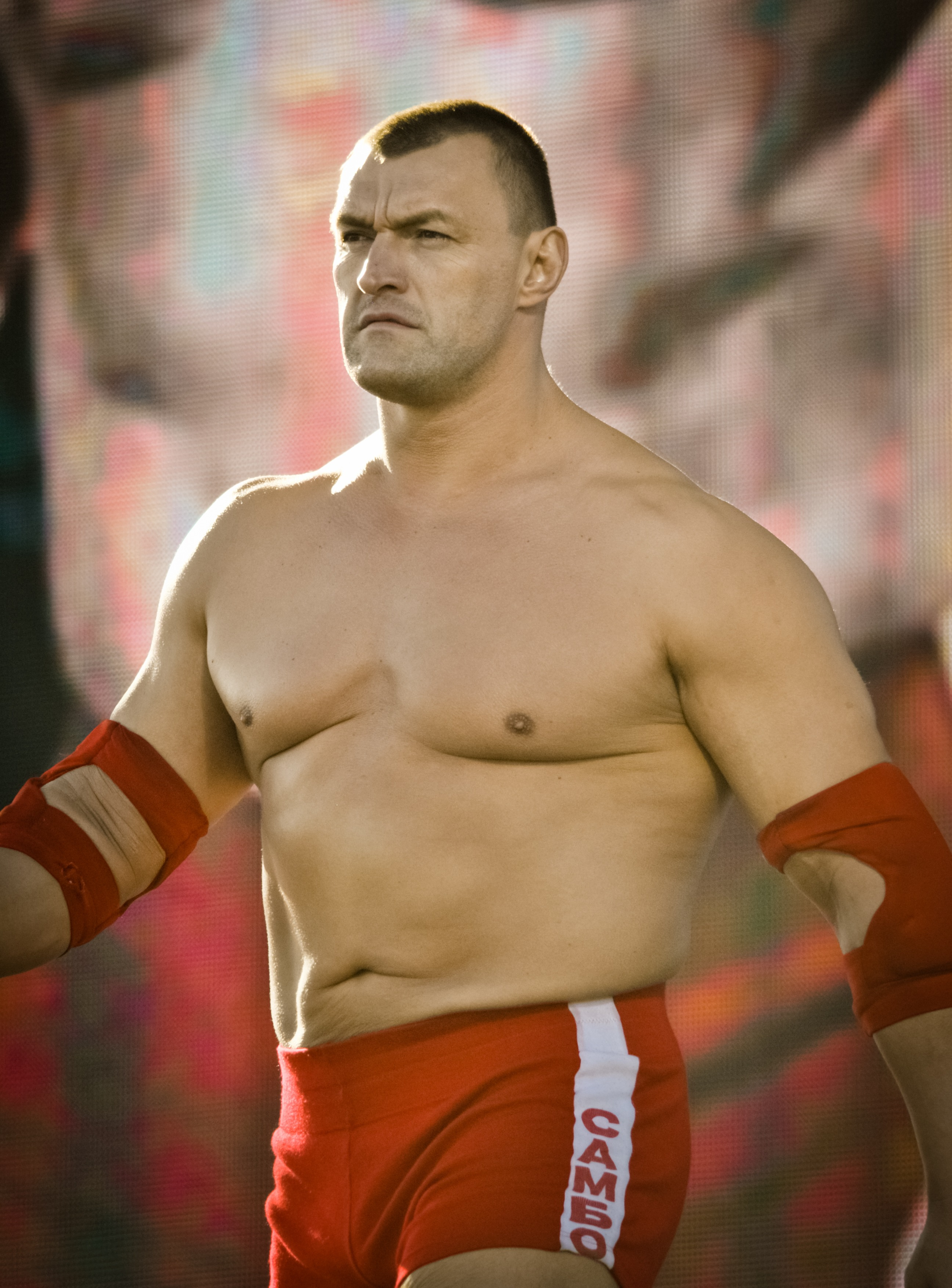
Vladimir Kozlov (* 1979)

- Kozlova, Anna (* 1972), russisch-US-amerikanische Synchronschwimmerin
- Kozlovič, Lilijana (* 1962), slowenische Politikerin (SMC)
- Kozlovs, Vladislavs (* 1987), lettischer Fußballspieler
- Kozlovskis, Rihards (* 1969), lettischer Politiker
- Kozlovskiy, Aleksey (1905–1977), usbekisch-sowjetischer Komponist, Dirigent, Professor und Pädagoge
- Kozlovsky, Michel (* 1951), kanadischer Pianist, Dirigent und Musikpädagoge
- Kozłowiecki, Adam (1911–2007), polnischer Kardinal der römisch-katholischen Kirche
- Kozłowska, Feliksa (1862–1921), polnische Nonne und Begründerin des Ordens der Mariaviten
- Kozłowska, Iwona, polnische Diplomatin und Botschafterin
- Kozłowska, Joanna (* 1959), polnische Opernsängerin
- Kozłowska, Jolanta Róża (* 1957), polnische Diplomatin
- Kozłowska-Rajewicz, Agnieszka (* 1969), polnische Politikerin, MdEP
- Kozłowski, Artur (* 1985), polnischer Marathonläufer
- Kozłowski, Dariusz (* 1968), polnischer Biathlet
- Kozłowski, Edward (1860–1915), polnischer Geistlicher, Weihbischof in Milwaukee
- Kozlowski, Eugeniusz (1925–1995), polnischer Militärhistoriker
- Kozlowski, Günter (* 1953), deutscher Politiker (CDU), MdL
- Kozłowski, Jan (* 1946), polnischer Politiker (PO), MdEP
- Kozłowski, Józef († 1831), polnisch-russischer Komponist
- Kozlowski, Justin (* 1811), polnischer Fotograf
- Kozłowski, Kacper (* 1986), polnischer Leichtathlet
- Kozłowski, Kacper (* 2003), polnischer Fußballspieler
- Kozłowski, Leon (1892–1944), polnischer Militär und Politiker, Mitglied des Sejm
- Kozlowski, Linda (* 1958), US-amerikanische SchauspielerinLinda Kozlowski (* 1958)

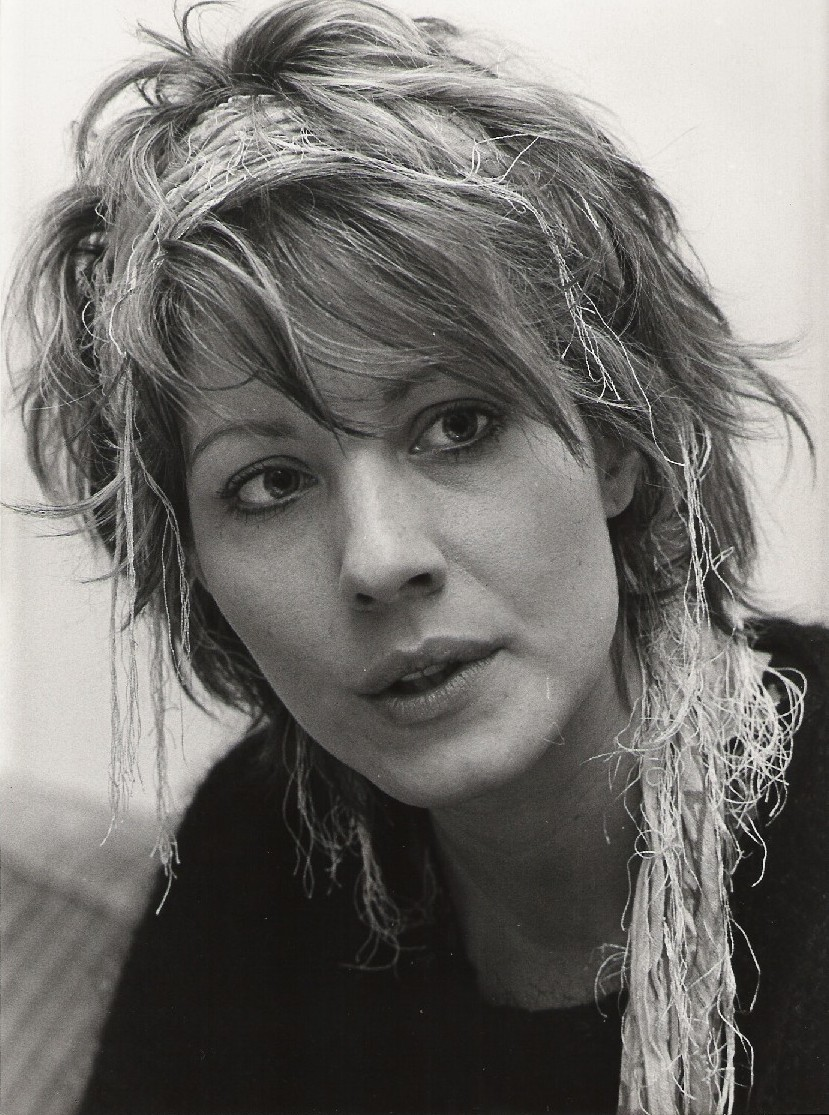
Linda Kozlowski (* 1958)

- Kozłowski, Roman (1889–1977), polnischer Paläontologe
- Kozłowski, Rudolf (* 1935), polnischer Gewichtheber
- Kozłowski, Stefan Karol (1938–2022), polnischer Prähistoriker und Paläontologe
- Kozłowski, Szaja (1910–1943), polnischer Studienkomponist und Schachspieler
- Kozlowski, Theodor (1824–1905), deutscher Bauingenieur und preußischer Baubeamter, Elbstrombaudirektor
- Kozlowski, Thomas von (1839–1911), deutscher Rittergutsbesitzer und Politiker, MdR
- Kozłowski-Kleinman, Leopold (1918–2019), polnischer Pianist, Komponist und Dirigent
- Kozlu, Can (* 1954), türkischer Jazzmusiker (Schlagzeug)

### Kozm
- Kozma, Dominik (* 1991), ungarischer Schwimmer
- Kozma, Gady, israelischer Mathematiker
- Kozma, Imre (1940–2024), ungarischer römisch-katholischer Geistlicher
- Kozma, István (1939–1970), ungarischer Ringer
- Kozma, Július (1929–2009), tschechoslowakischer Schachspieler
- Kozma, László (1902–1983), ungarischer Computerpionier
- Kozma, Louis (1938–1990), belgischer Schwimmer
- Kozma, Miklós (1884–1941), ungarischer Offizier, Medienunternehmer und Politiker
- Kozma, Tibor (1909–1976), ungarisch-amerikanischer Dirigent
- Kozmann, György (* 1978), ungarischer Kanute
- Koźmiński, Andrzej (* 1941), polnischer Hochschullehrer
- Koźmiński, Honorat (1829–1916), polnischer Kapuziner und Theologe
- Kozminski, Janusch (1949–2015), deutscher Filmproduzent, Autor und Regisseur
- Koźmiński, Leon (1904–1993), polnischer Hochschullehrer
- Koźmiński, Marek (* 1971), polnischer Fußballspieler
- Kozmor, Ákos (* 1988), ungarischer Fußballspieler
- Kozmus, Primož (* 1979), slowenischer Hammerwerfer

### Kozn
- Koznick, Kristina (* 1975), US-amerikanische Skirennläuferin
- Kozniku, Adrian (* 1967), jugoslawischer bzw. kroatischer Fußballspieler

### Kozo
- Kozocsa, Istvan (* 1940), ungarischer Basketballspieler, Basketballtrainer, Autor und Dozent an der Sporthochschule Köln
- Kozojew, Arsen Borissowitsch (1872–1944), ossetischer Schriftsteller
- Kozol, Jonathan (* 1936), US-amerikanischer Sachbuch-Autor, Pädagoge und Aktivist
- Kozomara, Goran (* 1981), slowenischer Handballspieler
- Kozomara, Lina (* 2005), Schweizer Freestyle-Skisportlerin
- Kozomara, Milana (* 1993), bosnisch-herzegowinische Badmintonspielerin
- Kozomara, Nikola (* 1991), serbischer Straßenradrennfahrer
- Kozompoli, Stavroula (* 1974), griechische Wasserballspielerin
- Kozon, Czeslaw (* 1951), dänischer Geistlicher, römisch-katholischer Bischof von Kopenhagen
- Kozonguizi, Fanuel (1932–1995), namibischer Politiker und Jurist
- Kozower, Philipp (1894–1944), deutscher Jurist und Verbandsfunktionär, Opfer des Holocaust

### Kozu
- Kōzu, Masaaki (* 1974), japanischer Skilangläufer
- Kozub, Ernst (1924–1971), deutscher Opernsänger (lyrischer Tenor, später Heldentenor)
- Kozub, Wojciech (* 1976), polnischer Biathlet
- Kozubek, Stanislav (* 1980), tschechischer Radrennfahrer
- Kozuch, Margareta (* 1986), deutsche Volleyball-Nationalspielerin und Beachvolleyballspielerin polnischer HerkunftMargareta Kozuch (* 1986)

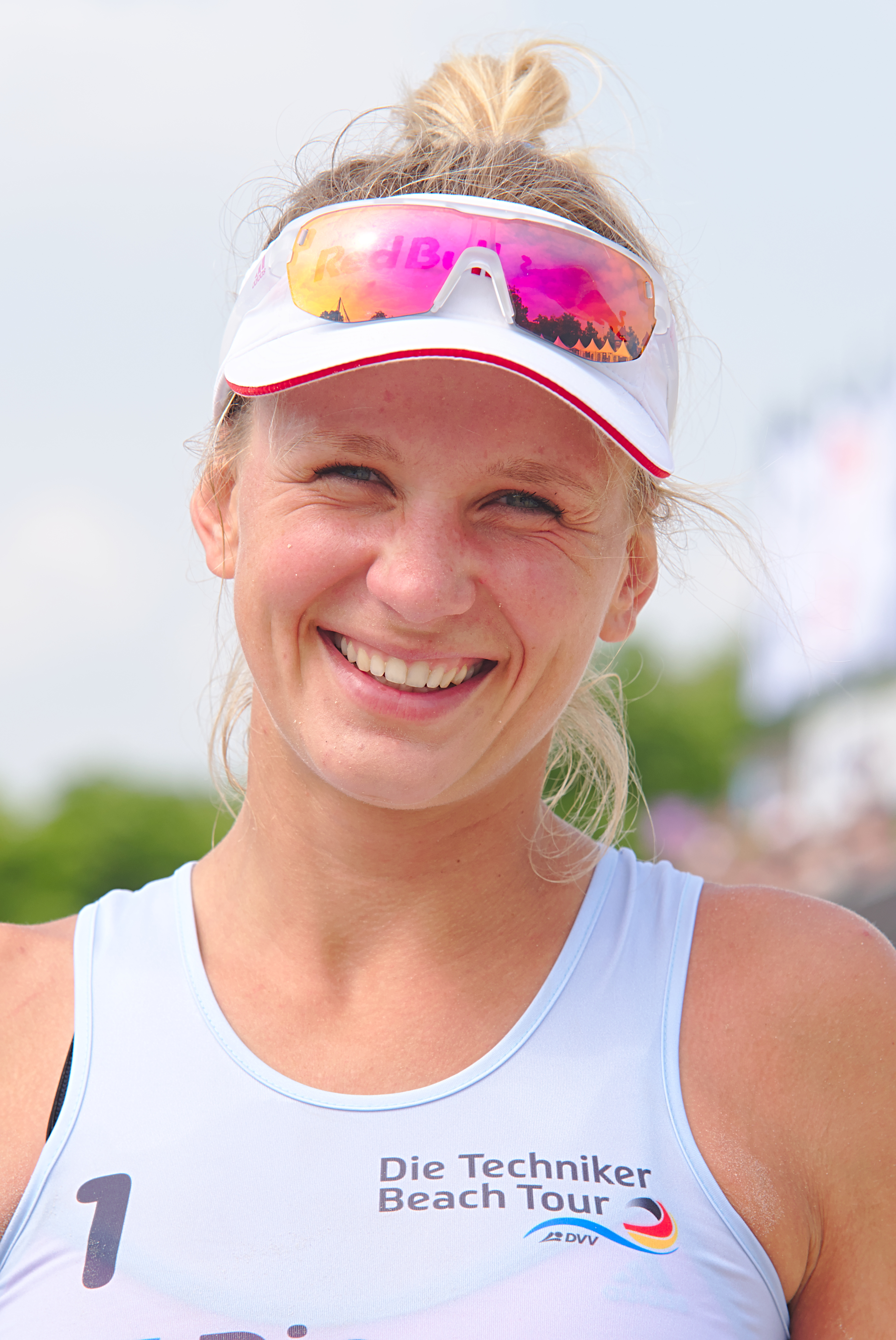
Margareta Kozuch (* 1986)

- Kożuchowska, Małgorzata (* 1971), polnische Film- und TheaterschauspielerinMałgorzata Kożuchowska (* 1971)

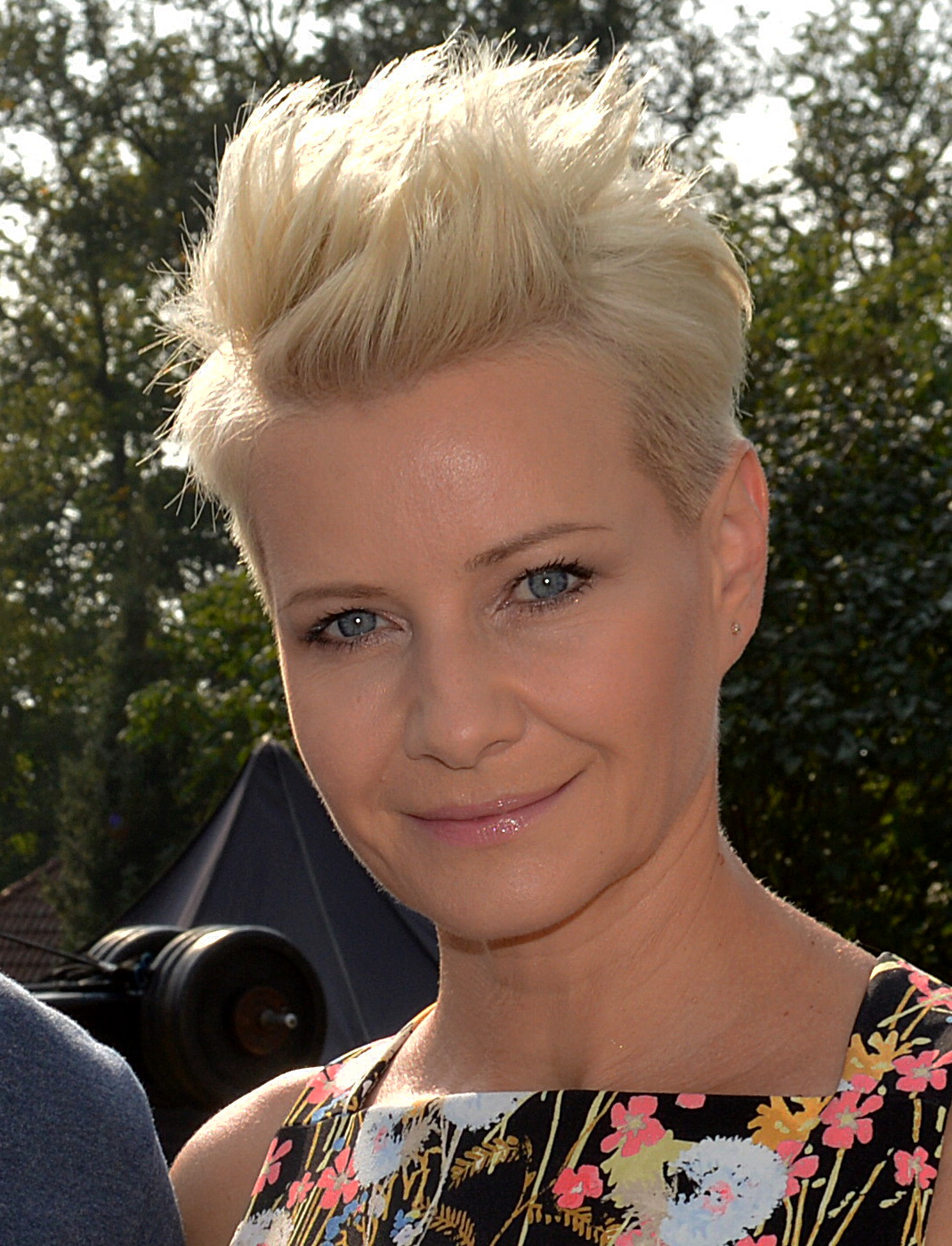
Małgorzata Kożuchowska (* 1971)

- Kozuka, Kazuki (* 1994), japanischer Fußballspieler
- Kozuka, Takahiko (* 1989), japanischer Eiskunstläufer
- Kōzuki Yoshio (1886–1971), japanischer Offizier, Generalleutnant der Kaiserlich-Japanischen Armee, Vize-Minister für Demobilisierung
- Kōzuki, Sōichirō (* 2000), japanischer Fußballspieler
- Kožul, Anamari (* 1996), kroatische Hammerwerferin
- Kožul, Zdenko (* 1966), kroatischer Schachmeister
- Kozulina, Tamara (* 1976), ukrainische Triathletin
- Kožulj, Gordan (* 1976), kroatischer Schwimmer
- Kozun, Brandon (* 1990), US-amerikanisch-kanadischer Eishockeyspieler
- Kozur, Heinz (1942–2013), deutscher Paläontologe und Stratigraph
- Kozur, Pawel (* 1974), kasachischer Schachspieler
- Kozuschek, Waldemar (1930–2009), deutscher Chirurg und Hochschullehrer
- Kožušník, Edvard (* 1971), tschechischer Politiker (Občanská demokratická strana), MdEP
- Kozuszek, Götz (1907–1985), deutscher Dramaturg und Komponist

### Kozy
- Kozyrovičius, Romualdas (* 1943), litauischer Bauingenieur und Diplomat